# Buthus kunti
Espèce
Buthus kunti est une espèce de scorpions de la famille des Buthidae.

## Distribution
Cette espèce est endémique de Chypre.

## Description

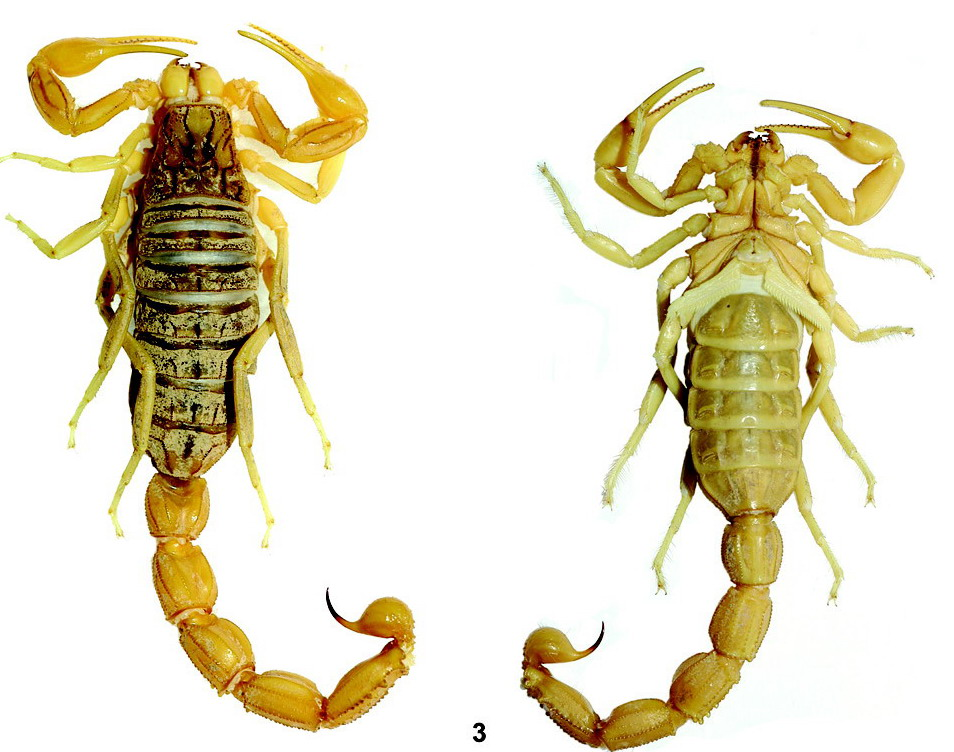
Buthus kunti ♀

La femelle holotype mesure 73,3 mm.

## Étymologie
Cette espèce est nommée en l'honneur de Kadir Boğaç Kunt.

## Publication originale
- Yağmur, Koç & Lourenço, 2011 : « A new species of Buthus Leach, 1815 from Cyprus (Scorpiones, Buthidae). » ZooKeys, no 115, p. 27-38 (texte intégral).